# Mosca blanca
Mosca blanca és el nom comú de diversos insectes paràsits de les plantes que encara que no pertanyen a l'ordre dels dípters s'assemblen exteriorment a petites mosques amb les ales blanques. Les mosques blanques més habituals són:
- Mosca blanca dels hivernacles (Trialeurodes vaporariarum)
- Mosca blanca de la col (Aleyrodes proletella)
- Mosca blanca cotonosa (Aleurothixus floccosus)
- Mosca blanca del tabac (Bermisia tabaci)
El 2011 es va descobrir que la mosca blanca B. tabaci presenta una infecció del seu cos pels bacteris de tipus Ricketsia els donava un avantatge evolutiu: ponien més ous, es desenvolupaven més de pressa i tenien una taxa de supervivència més alta que les mosques blanques no infectades.

## Descripció i biologia
Les mosques blanques pertanyen a l'ordre Hemiptera (com el pugó) al subordre dels esternorrincs i a la família Aleyrodidae. Es tracta d'insectes d'origen tropical però estesos en els hivernacles de tot el món i també a l'exterior en zones càlides i temperades. Pel fet d'atacar molt sovint plantes de jardins, terrasses i balcons de les ciutats aquestes plantes constitueixen una font de reserva per a més infestacions.
Els adults fan uns dos mil·límetres de llarg. Les ales en repòs cobreixen quasi tot el cos excepte el cap. Tenen ulls de color vermell fosc. Disposen d'un estilet per a clavar en les plantes i xuclar-ne la saba. La femella pon més de 100 ous, de 0,2 mm, normalment a l'anvers de les fulles. El desenvolupament passa per quatre estadis nimfals de forma ovalada i plana abans de convertir-se en adults. Tot el cicle pot durar unes dues o tres setmanes depenent de la temperatura, amb un òptim entre 30 i 33 °C. Hi pot haver 10 generacions de mosques blanques o més en un any.

## Danys
Són insectes polífags. S'han trobat parasitant unes 300 espècies de plantes algunes d'aquestes com les malves i les ortigues són plantes adventícies. La tomaquera i altres solanàcies són molt atacades.

### Danys directes
Provocats per la injecció de toxines de la saliva de l'insecte quan xucla la saba cosa que debilita la planta i torna les fulles grogues i fa disminuir el rendiment.

### Danys indirectes
Produïts per l'excreció de mel de melada és on es desenvolupa el fong Cladosporium sp. que es torna negre (negreta). Tot això asfixia la planta i l'embruta i com és difícil de treure entorpeix la comercialització del producte.

### Transmissió de virus
Les mosques blanques són vectors és a dir que poden transmetre gran quantitat de malalties víriques moltes d'aquestes afecten la tomaquera, com per exemple:
- Tomato Yellow Leaf Curl Virus (TYLCV): o virus de la cullera és la virosi més important en els conreus del mediterrani, es transmet quan la mosca blanca s'alimenta del floema de la planta.
- Tomato Yellow Mosaic Virus (TYMV).
- Tomato Leaf Curl Virus (TLCV).
- Tomato Golden Mosaic Virus (TGMV).
- Tomato Yellow Dwarf Virus (TYDV).
- Leaf Curl Chili Virus (LCChV).
- Yellow Mosaic French Bean Virus (YMFBV).
- Tomato Mottle Virus (TMOV).

## Mètodes de lluita

### Lluita química
S'han d'usar productes sistèmics que penetrin a la planta, ja que la mosca blanca acostuma a estar al revers de les fulles i s'ha de tenir en compte que és un fitòfag que desenvolupa molt fàcilment resistència als insecticides. La lluita es fa amb insecticides del grup dels piretroides i amb productes reguladors del creixement, ja que aquests darrers tenen l'avantatge de respectar la entomofauna enemiga natural del paràsit.

### Lluita biològica
- En primer lloc cal eliminar les adventícies infestades, col·locar malles en els hivernacles, trampes enganxoses de color groc per detectar les primeres infestacions i fer el seguiment de les poblacions del paràsit.
- Hi ha molts insectes que s'alimenten de la mosca blanca tant a l'aire lliure com en hivernacle: entre ells destaquen el coleòpter Delphastus pusillus (Catalinae), el dípter Achetoxenus formosus i el neuròpter Chrysoperla carnea.
- Es crien en laboratori per tal d'introduir en l'hivernacle diverses espècies d'himenòpters Aphelinidae que parasiten les mosques blanques com Eretmocerus mundus present i abundant a l'àrea mediterrània sobretot a la tardor. També es fan servir els himenòpters pertanyents al gènere Encarsia com E. formosa i E. tricolor.